# Sloan Digital Sky Survey
El Sloan Digital Sky Survey o SDSS es un proyecto de investigación del espacio mediante imágenes en el espectro visible y de corrimiento al rojo, realizada en un telescopio específico de ángulo amplio y de 2,5 metros situado en el observatorio Apache Point de Nuevo México y comenzada en 2000.
El nombre proviene de la fundación Alfred P. Sloan, y pretende cartografiar una cuarta parte del cielo visible, obtener observaciones acerca de 100 millones de objetos y el espectro de un millón de objetos.
En el año 2006 la exploración entró en una nueva fase, el SDSS-II, extendiendo las observaciones para explorar la estructura y la composición estelar de la Vía Láctea mediante los proyectos SEGUE (sigla del inglés Sloan Extension for Galactic Understanding and Exploration) y Búsqueda de Supernovas Sloan (en inglés Sloan Supernova Survey), el cual busca eventos supernova Ia para medir la distancia de objetos lejanos.

## Observaciones
El SDSS utiliza telescopios ópticos específicos de 2.5 m de abertura angular y toma imágenes utilizando un sistema fotométrico de cinco filtros (llamados u, g, r, i y z). Estas imágenes se procesan para obtener listas de objetos observados y varios parámetros, tales como si su apariencia es la de un punto o bien tienen apariencia extendida (como una galaxia debe parecer) y el modo como el brillo en los CCD relaciona varios tipos de magnitudes astronómicas.
El telescopio SDSS utiliza la técnica de escaneo en red, que permite al telescopio fijar y hacer uso de la rotación de la Tierra para grabar pequeñas porciones del cielo. La imagen de las estrellas en el plano focal se dispersa a lo largo del CCD, en vez de permanecer fija como en los telescopios de rastreo. Este método permite astrometrías consistentes en el campo más ancho posible y la precisión permanece inalterada por los errores de rastreo del telescopio. Las desventajas son efectos de distorsión menores y que el CCD tiene que ser escrito y leído a la vez.
La cámara del telescopio está formada por treinta CCD cada uno con una resolución de 2048x2048 píxeles, totalizando aproximadamente 120 Megapíxeles. Los componentes están situados en cinco filas de seis chips. Cada fila tiene un filtro óptico diferente con longitudes de onda de 354, 476, 628, 769 y 925 nm hasta una magnitud de 24.4, 25.3, 25.1, 24.4 y 22.9 respectivamente, con una relación señal/ruido de 5. Los filtros son ubicados en el orden r,i,u,z,g. Para aumentar la sensibilidad de la cámara se enfría hasta los 190 kelvins (unos -80 °Celsius) por nitrógeno líquido.
Utilizando estos datos, los objetivos también son seleccionados por espectroscopia. El telescopio es capaz de grabar 640 espectros a la vez alimentando una fibra óptica para cada uno a través de agujeros taladrados en un disco de aluminio. Cada agujero se dirige individualmente hacia el objetivo en cuestión. Cada noche se utilizan entre seis y nueve discos para grabar espectros.
Cada noche el telescopio produce unos 200 GBytes de datos.

## Sloan Legacy Survey
La exploración cubre más de 7 500 grados cuadrados de la Región Galáctica sur con datos de casi 2 millones de objetos y espectros de más de 800 000 galaxias y 100 000 quasars. Esta información de la posición y la distancia de los objetos permitió investigar por primera vez la estructura a gran escala del Universo con sus vacíos y filamentos.

## SEGUE
La extensión Sloan para la comprensión y exploración intergaláctica' (en inglés, Sloan Extension for Galactic Understanding and Exploration)  finalmente obtendrá el espectro de 240 000 estrellas (con una velocidad radial rípica de 10 km/s) para crear un mapa tridimensional detallado de la Vía Láctea. Los datos del SEGUE revelarán la edad, composición y distribución de fase espacial de las estrellas dentro de varios componentes galácticos, proporcionando verdades cruciales para la comprensión de la estructura, formación y evolución de nuestra Galaxia.

## Sloan Supernova Survey
Hasta el final de 2007, la exploración de Supernovas buscará Supernovas tipo Ia. La expedición inspecciona rápidamente áreas de 300 grados cuadrados para detectar objetos variables y supernovas. Detectó 129 supernovas Ia confirmadas en 2005 y más de 300 en total durante 2005 y 2006.

## Acceso a datos

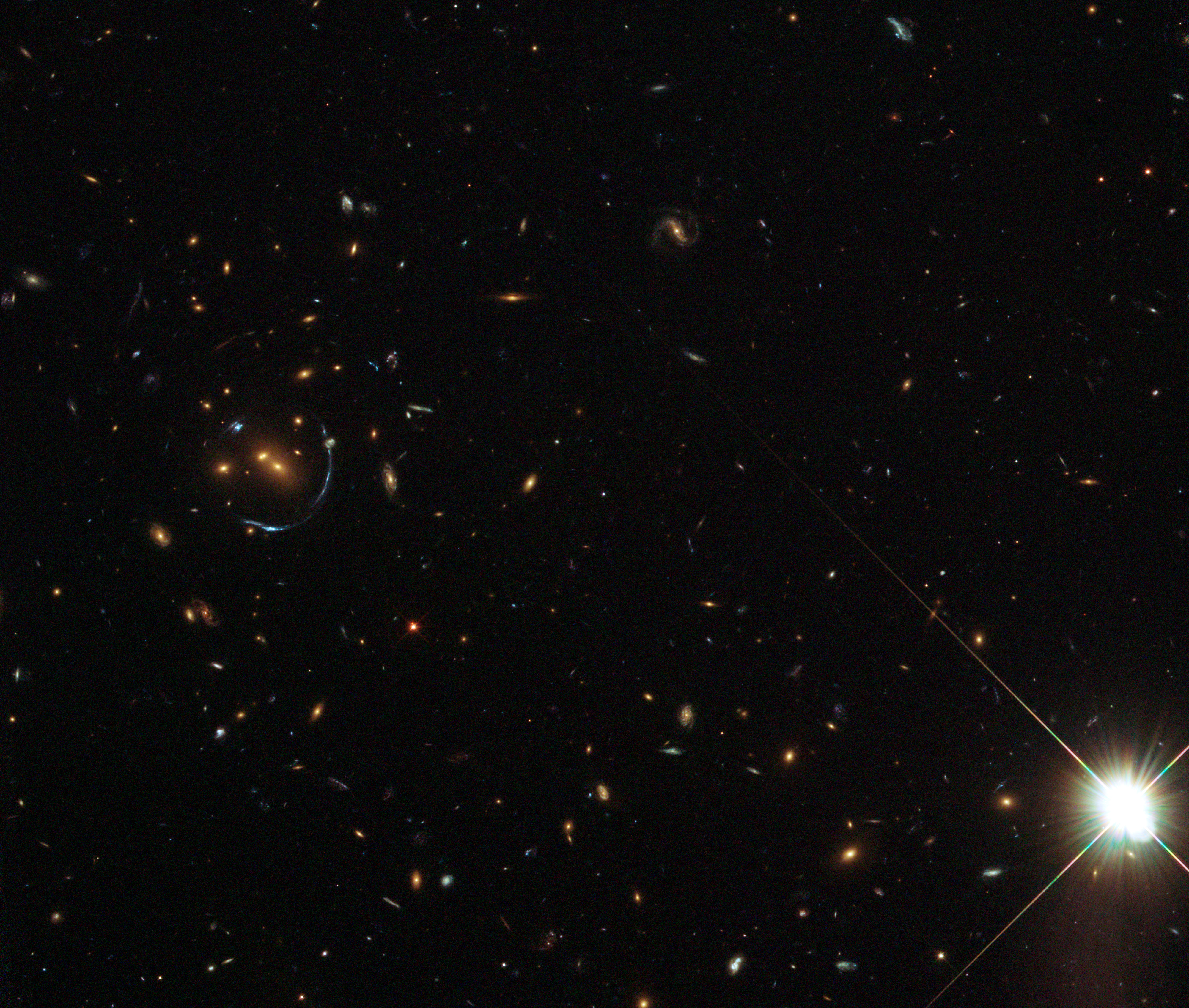
LRG-4-606 es una galaxia luminosa roja, y es la sigla dada a una gran colección de galaxias rojas brillantes encontradas en SDSS.

Los datos del proyecto se publican en Internet. El SkyServer provee un rango de interfaces a un servidor SQL. Tanto las imágenes como los espectros están disponibles de esta manera, mediante interfaces muy simples de usar: por ejemplo, se puede obtener una imagen a todo color de cualquier región del cielo cubierta por el SDSS, simplemente dando sus coordenadas. Los datos sólo están disponibles para uso no-comercial, sin permisos de escritura. El SkyServer también proporciona una gama de tutoriales para todos los niveles: desde escolares hasta astrónomos profesionales. El DR6, lanzado en junio de 2007, es el sexto mayor lanzamiento de datos y proporciona imágenes, catálogos de imágenes, espectros y corrimientos al rojo para descargar.
Los datos planos (antes de ser procesados en bases de datos de objetos) están también disponibles a través de otro servidor de Internet y a través del programa NASA World Wind.

## Resultados
Junto a las publicaciones describiendo el proyecto en si, datos del SDSS han sido usados en gran número de publicaciones cubriendo un amplio rango de tópicos astronómicos. El sitio del SDSS tiene una lista completa de estas publicaciones cubriendo cuásares distantes en los límites del universo observable, la distribución de las galaxias, las propiedades de las estrellas en nuestra propia galaxia y temas como la materia oscura y la energía oscura en el universo. Sobre la base de datos obtenidos con el proyecto SDSS se ha descubierto recientemente la Gran Muralla Sloan.